# Merry-Go-Round (1923)
Merry-Go-Round is een Amerikaanse dramafilm uit 1923 onder regie van Rupert Julian en Erich von Stroheim. Destijds werd de film uitgebracht onder de titel De draaimolen des levens.

## Verhaal
De Oostenrijkse graaf Franz Maximilian von Hohenegg is de laatste telg van zijn familie. De keizer wil dat hij trouwt met gravin Gisella von Steinbruck. Hij laat hun huwelijk officieel afkondigen. De graaf houdt echter niet van zijn verloofde en hij brengt zijn tijd door met verschillende andere vrouwen.

## Rolverdeling
| Acteur              | Personage                               |
| ------------------- | --------------------------------------- |
| Norman Kerry        | Graaf Franz Maximilian von Hohenegg     |
| Mary Philbin        | Agnes Urban                             |
| Cesare Gravina      | Sylvester Urban                         |
| Edith Yorke         | Ursula Urban                            |
| George Hackathorne  | Bartholomew Gruber                      |
| George Siegmann     | Schani Huber                            |
| Dale Fuller         | Marianka Huber                          |
| Lillian Sylvester   | Aurora Rossreiter                       |
| Spottiswoode Aitken | Minister van Oorlog / Vader van Gisella |
| Dorothy Wallace     | Gravin Gisella von Steinbruck           |
| Albert Edmondson    | Nepomuck Navrital                       |
| Albert Conti        | Rudi / Baron von Leightsinn             |
| Charles King        | Nicki                                   |
| Fenwick Oliver      | Eitel                                   |
| Sidney Bracey       | Bruidegom van Gisella                   |